# Homoneura geomyzina
Homoneura geomyzina är en tvåvingeart som först beskrevs av Frey 1927.  Homoneura geomyzina ingår i släktet Homoneura och familjen lövflugor. Inga underarter finns listade i Catalogue of Life.